# Sveti Gervazije
Sv. Gervazije, kršćanski svetac i mučenik. O njemu su najstariji podatci iz 386. kad je njemu i sv. Protaziju pronađena tijela, a nastojanjem sv. Ambrozija. Nema se pouzdanih podataka o njima dvojici, a najvjerojatnije je da su mučeni za Decijevih progona. Spomendan 19. lipnja.